# Laura Poitras
Laura Poitras (Boston, Massachusetts, 2 de febrero de 1964) es una documentalista y productora estadounidense. Reside en Nueva York y Berlín.
Poitras ha recibido numerosos premios por su trabajo. Citizenfour ganó el Óscar al mejor documental largo de 2014. En 2007, My Country, My country había recibido ya una nominación en la misma categoría. En 2014, ganó el Premio Pulitzer por Servicio Público. En 2013, ganó el premio George Polk a la información sobre seguridad nacional. Ambos por sus revelaciones acerca de la vigilancia mundial de la Agencia de Seguridad Nacional de Estados Unidos. Fue una de las premiadas del Programa de becas MacArthur en el año 2012 y miembro fundador de Freedom of the Press Foundation. Junto a Glenn Greenwald es una de las dos personas que tuvieron un acceso completo en 2013 a los archivos del programa de vigilancia masivo revelado por Edward Snowden.

## Biografía
Nacida en Boston, Massachusetts, en 1964, Poitras se crio en una familia acomodada en las afueras de Boston, y después de la escuela secundaria, se mudó a San Francisco para trabajar como cocinera en restaurantes de lujo. También tomó clases en el Art Institute de San Francisco, donde estudió con el director de cine experimental Ernie Gehr. En 1992, se mudó a Nueva York y comenzó a hacerse un camino en el mundo del cine, a la vez que se inscribía en clases de postgrado de teoría social y política en la New School. Poitras enseñó producción audiovisual de documentales en el Departamento de cine de la Universidad de Yale.
Después de completar su documental en 2006 My Country, My Country, Poitras afirmó que «he sido puesta en la lista de vigilancia del Departamento de Seguridad Nacional» y se le notificó por parte de agentes de seguridad aeroportuarios que «mi "nivel de amenaza" era el más alto que asigna el Departamento de Seguridad Nacional». Poitras calcula que la detuvieron unas cuarenta veces y que varias veces le revisaron la computadora portátil, el teléfono celular y sus objetos personales.

## Carrera

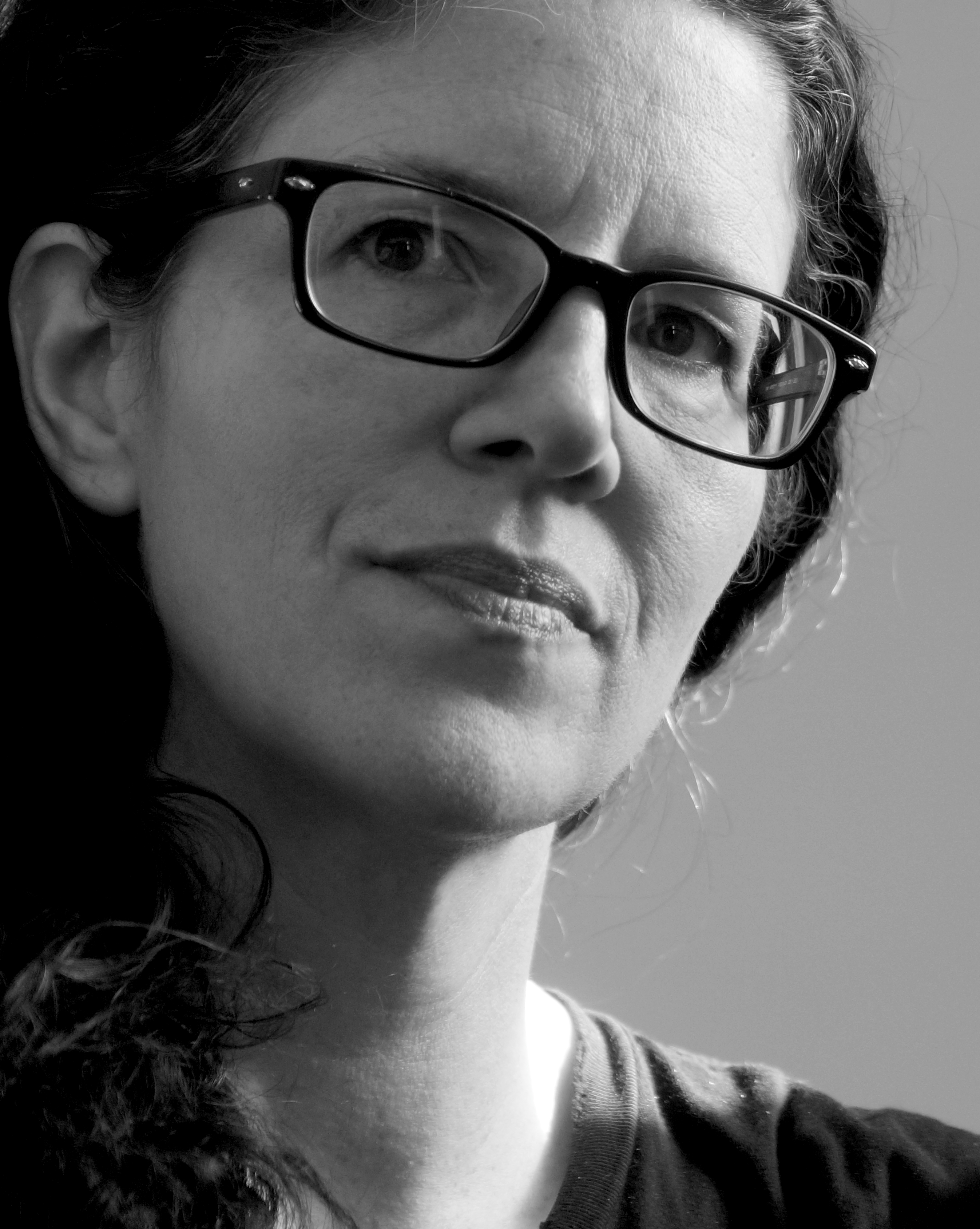
Laura Poitras en 2014

### Flag Wars
En 2003, codirigió, produjo y rodó su documental Flag Wars, sobre la gentrificación en Columbus, Ohio. Recibió un Premio Peabody. Y premios al mejor documental en el festival de cine South by Southwest y en el Seattle Lesbian & Gay Film Festival. El documental también estuvo nominado en los Premios Independent Spirit y a los Premios Emmy en 2004. Poitras es autora además de los documentales Oh say can you see... (2003) y Exact Fantasy (1995).

### My Country, My Country,The Oath
Su documental My Country, My Country sobre la vida de los iraquíes bajo ocupación estadounidense fue nominado a los Premios Óscar. En 2010, su documental The Oath, sobre dos yemeníes capturados en la Guerra contra el terrorismo, ganó el Premio a la Excelencia en Cinematografía para un Documental estadounidense en el Festival de Cine de Sundance.
Los dos últimos documentales forman parte de una trilogía. La tercera parte tratará de cómo la Guerra contra el terrorismo se centra
cada vez más en los propios estadounidenses a través de programas de vigilancia, actividades encubiertas y los ataques a los alertadores. Poitras afirma que su trabajo se ha visto obstaculizado por el acoso constante por parte de agentes de puestos fronterizos en las más de tres docenas de veces que ha viajado fuera de los Estados Unidos. Ha sido detenida e interrogada durante horas y los agentes se han incautado de su ordenador, teléfono y notas periodísticas y han tardado semanas en devolvérselos. En una ocasión fue amenazada con no ser admitida de nuevo en los Estados Unidos. En respuesta a un artículo de Glenn Greenwald, un grupo de directores de cine comenzaron una petición para protestar contra las acciones del gobierno en su contra. En abril de 2012 Poitras fue entrevistada sobre los programas de vigilancia en Democracy Now y calificó el comportamiento de los líderes electos como «vergonzoso».

### The Program
El 22 de agosto del 2012 The New York Times publicó, en un foro de documentales producidos por cineastas independientes, el documental producido por Poitras The Program. Se trata de los trabajos preliminares que se incluirán en un documental cuyo lanzamiento está previsto en 2013 y supondrá la parte final de la trilogía. El documental se basa en entrevistas con William Binney, un veterano de la Agencia de Seguridad Nacional de 32 años, que se convirtió en alertador, y describió los detalles del proyecto Stellar Wind que ayudó a diseñar. Afirma que el programa en el que trabajó había sido diseñado para el espionaje exterior, pero fue reconvertido en 2001 para espiar a los ciudadanos de los Estados Unidos, lo que provocó su preocupación de que las acciones fueran ilegales e inconstitucionales y que motivaron sus revelaciones. El tema se relaciona con la planta que se está construyendo en Bluffdale, Utah que es un centro que forma parte de la vigilancia interna, destinado al almacenamiento de grandes cantidades de datos recogidos sin orden judicial. Poitras informó que el 29 de octubre de 2012, la Corte Suprema de Estados Unidos escucharía argumentos sobre la constitucionalidad de las modificaciones a la Ley de Vigilancia de la Inteligencia Extranjera que se utiliza para autorizar la creación de este tipo de instalaciones y justificar tales acciones.

### Revelaciones sobre la vigilancia global
En junio de 2013, en Hong Kong, realizó junto a Glenn Greenwald la primera entrevista a Edward Snowden, durante el rodaje de un documental sobre los programas de vigilancia y los alertadores.
Ese mismo año se trasladó a Berlín, para trabajar en su sexta película, un documental sobre la vigilancia del gobierno, sin tener que preocuparse de que el FBI apareciera en su apartamento con una orden de registro: «No voy a dejar de hacer lo que estoy haciendo, pero he dejado el país. Literalmente no sentía que podía proteger mi material en los Estados Unidos, y esto fue antes de que me pusiera en contacto con Snowden. Si prometes a alguien que vas a protegerlo como fuente y sabes que el gobierno te está vigilando o puede apoderarse de tu ordenador portátil, no puedes realmente hacerlo».
A lo largo de 2013 trabajó con Jacob Appelbaum y escritores y editores de Der Spiegel en la producción de historias dando a conocer las actividades de inteligencia de Estados Unidos en el extranjero, sobre todo en Alemania, como parte de las revelaciones sobre los programas de vigilancia global iniciadas por Edward Snowden.

### Citizenfour(2014)
El documental Citizenfour cuenta la historia del denunciante Edward Snowden y sus revelaciones sobre el espionaje de la NSA. El eje central de la película está formado por las más de veinte horas de filmación que Poitras reunió con las escenas históricas en las que Snowden revela en un hotel de Hong Kong a los periodistas Glenn Greenwald y Ewen MacAskill los documentos filtrados acerca de la vigilancia mundial llevada a cabo por diversas agencias de inteligencia de Estados Unidos.
El estreno del documental tuvo lugar el 10 de octubre de 2014 en el Festival de Cine de Nueva York.

## Premios
- En febrero de 2015, Citizenfour ganó el Óscar al mejor documental largo.[5]
- En 2014 ganó el Premio Pulitzer por Servicio Público.[7]
- En 2014 ganó el Ridenhour Truth-Telling Prize junto a Edward Snowden.[25]
- En 2013 ganó el premio George Polk por sus revelaciones junto a Glenn Greenwald y Ewen MacAskill sobre el espionaje de la NSA.[26]
- La Electronic Frontier Foundation la distinguió con uno de sus cuatro EFF Pioneer Award en 2013.[27]

## Filmografía
- 1995: Exact Fantasy
- 1998: Free Tibet
- 2003: Flag Wars
- 2006: My Country, My Country
- 2010: The Oath
- 2011: O’Say Can You See
- 2011: The Law In These Parts
- 2012: The Program
- 2013: Death of a Prisoner
- 2014: Citizenfour[28]
- 2016: Risk
- 2022: La belleza y el dolor

## Premios y distinciones
Premios Óscar
| Año  | Categoría              | Película         | Resultado |
| ---- | ---------------------- | ---------------- | --------- |
| 2007 | Mejor documental largo | Líbranos del mal | Nominada  |
| 2015 | Mejor documental largo | Citizenfour      | Ganadora  |